# Péroraison
En rhétorique classique occidentale, la péroraison (du latin peroratio) est la dernière des six parties canoniques d'un discours, précédée, dans l'ordre, de l'exorde, de la narration, de la division, de la confirmation et de la réfutation. Cette dernière partie du discours permet de récapituler les points traités jusque là, et de conclure. Elle est ainsi souvent assimilée à une conclusion, terme générique.
Le nom – et surtout le verbe pérorer – est parfois utilisé dans un sens dérivé, plus familier et péjoratif, pour désigner un langage pompeux, bavard, amphigourique, prétentieux et vain. Il est alors employé dans le sens de « s'écouter parler », déblatérer, haranguer, ratiociner, faire son intéressant pour séduire un auditoire, souvent en truffant son discours de références culturelles et en étalant complaisamment son savoir. 
En musique, la péroraison désigne un grandiloquent développement terminal, c'est-à-dire que le motif du thème principal (ou un voire plusieurs des motifs si le thème est complexe) sera repris, développé, enrichi et poussé à l'extrême dans son caractère originel pour amener, en grande pompe, une cadence magistrale. On trouve un bon exemple de péroraisons orchestrales dans la dernière partie du quatrième et dernier mouvement de la Symphonie nº 3 en ré majeur, D. 200 de Franz Schubert. 